# Penebui
Penebui foi uma rainha consorte do Antigo Egito da I dinastia. Foi esposa do faraó Quenquenés. Seu nome foi encontrado em Sacará. Quenquenés também tinha ao menos duas outras esposas. O título de Penebui foi "Grande do cetro hetes".